# Natoufien
Vous lisez un « bon article » labellisé en 2020.
Subdivisions
Natoufien ancien 15000 - 13000 ans AP
Natoufien récent 13000 - 11000 ans AP
Natoufien final 11600 - 11000 ans AP[réf. nécessaire]

Le Natoufien est une culture archéologique de l'Épipaléolithique, attestée au Levant entre 14500 et 11500 avant le présent (12550-9550 av. J.-C.). Elle est caractérisée par la mise en place des premières expériences de sédentarisation et donc par l'apparition des premiers villages. Elle doit son nom à la vallée du Wadi en-Natouf en Cisjordanie où elle a été identifiée (dans la grotte de Shuqba) par l'archéologue britannique Dorothy Garrod en 1928.
Les sites du Natoufien ont été découverts dans les régions bordant la côte méditerranéenne du Proche-Orient, notamment près du mont Carmel et en Galilée, dans ce qui semble être le cœur de cette culture et la région où la sédentarisation est la plus avancée. Plus largement les sites associés de près ou de loin au Natoufien s'étendent du Sinaï jusqu'au Moyen-Euphrate en Syrie actuelle, mais la situation de ces régions durant cette période reste mal connue.
Le Natoufien est couramment divisé en deux périodes principales. Une période ancienne, qui coïncide avec une phase de climat plus chaude et humide que par le passé, voit le recul de la mobilité et l'émergence de villages de chasseurs-cueilleurs dont la subsistance repose sur une vaste gamme de ressources, et qui emploient un outillage lithique très divers. Une période récente, qui prend place dans une phase de refroidissement, et voit un reflux de la sédentarité, très marqué dans le Levant méridional, tandis que des sites plus importants se développent sur le Moyen-Euphrate.
En l'état actuel des connaissances, rien n'indique que les Natoufiens aient été des agriculteurs, mais il est possible qu'ils aient procédé à des essais de domestication des plantes.

## Découverte et caractérisation

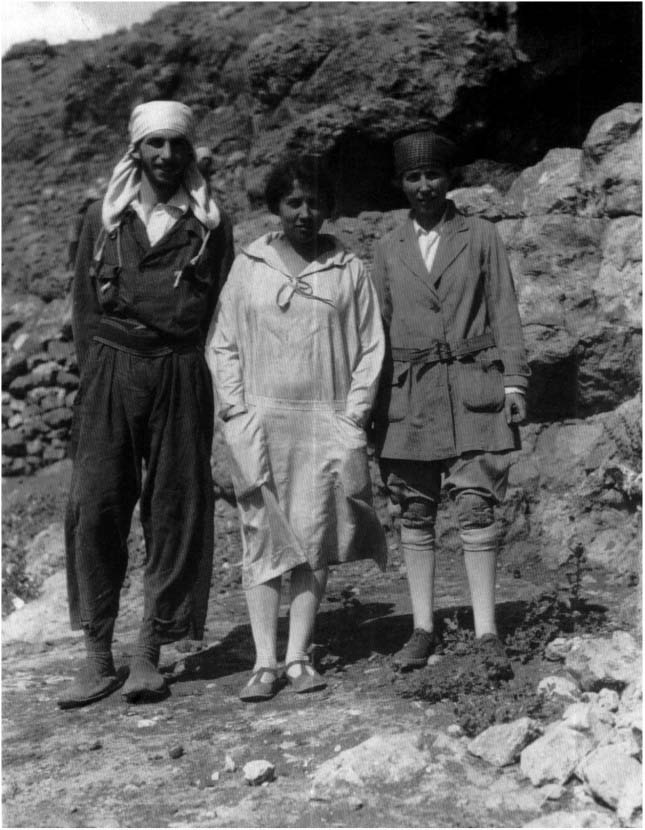
Dorothy Garrod (au centre) et deux collaborateurs devant la grotte de Shuqba en 1928.

Le Natoufien est découvert par l'archéologue britannique Dorothy Garrod, venue au Moyen-Orient dans le but d'y identifier des cultures préhistoriques (elle est également à l'origine du Zarzien du Zagros). En 1928, elle entreprend les fouilles d'une grotte située près du village de Shuqba dans la vallée du Wadi en-Natouf, dans les collines de l'ouest de la Judée, où divers objets préhistoriques avaient auparavant été découverts. Elle repère entre les niveaux du Paléolithique supérieur et ceux de l'âge du bronze un ensemble de microlithes relevant du Mésolithique.  
Elle conduit dans les années suivantes d'autres fouilles cherchant à préciser les caractéristiques de l'industrie lithique de cette période, aux Grottes de Nahal Me’arot/Wadi el-Mughara, situées sur le flanc ouest du mont Carmel (notamment la grotte d'el-Wad). Elle propose en 1929 de désigner cette industrie comme « Natoufienne », d'après le nom du premier site sur lequel elle a été identifiée : « Comme il sera commode d'avoir un nom pour cette culture, je propose de l'appeler Natoufien, d'après le Wadi en-Natouf à Shuqba, là où nous l'avons trouvée pour la première fois » (D. Garrod),. 
Dans les mêmes années, les fouilles du Français René Neuville dans différentes grottes permettent d'aboutir à une première proposition de périodisation de cette industrie lithique. On définit alors progressivement les Natoufiens comme des chasseurs-cueilleurs du Mésolithique pratiquant une culture des céréales (au regard des faucilles retrouvées sur les sites) et aussi un début de domestication des animaux, les domestications étant alors plutôt vues comme une cause de la sédentarisation et donc antérieures ou contemporaines à celle-ci. Dans les années 1950, les fouilles israéliennes à Nahal Oren, et françaises à Mallaha (ou Eynan) bouleversent cette conception.  
La découverte des maisons permet ainsi d'identifier les Natoufiens comme les plus anciennes communautés sédentaires connues. Jean Perrot met en évidence le fait que l'agriculture et l'élevage ne sont pas connus à cette période. Il propose de qualifier la période d'« Épipaléolithique » pour marquer la continuité avec les phases antérieures. Cette interprétation d'une période de sédentarisation sans domestications, donc antérieure au Néolithique (qui à proprement parler marque la transition entre l'économie « prédatrice » des chasseurs-cueilleurs et l'économie « productrice » des agriculteurs-éleveurs), reste la base des propositions actuelles. 
L'étude de la période demeure fondamentale pour comprendre la néolithisation du Proche-Orient, puisqu'elle en pose les bases étant donné que la sédentarité est couramment vue comme une condition nécessaire au développement de l'agriculture. Les recherches ont depuis précisé les connaissances du Natoufien grâce aux nouvelles fouilles et à de nouvelles recherches amorcées à partir des années 1970, qui ont notamment élargi l'horizon géographique du Natoufien (travaux des Israéliens O. Bar-Yosef, A. Belfer-Cohen, A. N. Goring-Morris, du Français F. Valla, des Américains D. O. Henry et A. E. Marks). Ces études ont placé le Natoufien, et plus largement l'Épipaléolithique du Levant (v. 22000-11500 AP) comme une phase essentielle pour comprendre la néolithisation du Proche-Orient. De fait le Néolithique à proprement parler ne marque pas dans cette région du monde le début de la transition vers le mode de vie néolithique, mais doit plutôt être vu comme « une étape récente ou un point final au sein d'une plus grande transformation dans les dynamiques culturelles qui a commencé durant l'Épipaléolithique » (N. Munro et L. Grosman).

## Chronologie
Le Natoufien est une culture considérée comme relevant de l'Épipaléolithique récent, ce qui dans le contexte du Proche-Orient correspond à la dernière phase du Paléolithique supérieur, avant le début du Néolithique, ou à une phase transitoire entre les deux périodes. D'aucuns ont proposé de parler de « Protonéolithique » pour désigner plus précisément le Natoufien et les cultures voisines de la même période.
Dans son aire géographique, il succède au Kébarien (Épipaléolithique ancien, v. 21000-18000 AP), et au Kébarien géométrique (Épipaléolithique moyen, v. 18000-14500 AP),. 
Le Natoufien est généralement divisé en deux sous-périodes, parfois trois car certains insèrent une phase finale. Les dates sont données avant le présent calibré :
- Natoufien ancien : vers 15/14500 à 13500 AP[9] (soit 13050/12550 à 11550 av. J.-C.), correspond à la période de développement de la sédentarité et des villages, c'est aussi celle durant laquelle ces communautés villageoises du Levant Sud sont les plus importantes[10].
- Natoufien récent : débute vers 13500 et jusqu'à 11500 AP au plus tard[11] (soit 11550 à 9550 av. J.-C.) : c'est une phase de changement, qui se caractérise par un recul de la sédentarité et une modification des stratégies de subsistance dans le Levant Sud (en particulier l'abandon des sites du Carmel et de Galilée qui semble avoir joué un rôle moteur durant la première phase), résultant peut-être d'un changement climatique (climat plus froid et sec du Dryas récent ), ou bien d'une surexploitation de leur environnement par les communautés, ou bien encore de plusieurs facteurs sociaux, démographiques et environnementaux conjugués[10],[12].
- Natoufien final (éventuellement) : c'est une courte période d'environ trois siècles, s'étendant entre 11700 et 11500 AP , qui n'est pas admise par tous les auteurs[8],[11].

Au Natoufien succèdent un ensemble de cultures, situées entre la toute fin de l'Épipaléolithique et le tout début du Néolithique : le Harifien identifié sur des sites du Néguev, et surtout le Khiamien, qui est souvent regroupé dans le Néolithique précéramique A,.

## Extension géographique et cultures voisines

Localisation des sites du Natoufien et associés.

Le Natoufien se développe dans le sud du Levant, correspondant actuellement aux territoires d'Israël et de la Palestine, et à la frange occidentale de la Jordanie. C'est une région fractionnée entre plusieurs zones géo-climatiques distinctes d'orientation nord-sud : à l'ouest une plaine littorale étroite, puis une chaîne de montagnes et plateaux, avec notamment la Haute Galilée, puis une dépression (la vallée du Jourdain) et enfin une autre chaîne de montagnes. À l'ouest, le climat est actuellement de type méditerranéen, il devient plus aride (steppe) vers l'est. Les Natoufiens ont essentiellement développé leurs villages dans la partie méditerranéenne, en particulier autour du mont Carmel et de la Galilée qui semblent être le foyer du Natoufien ancien. Au Natoufien récent l'horizon géographique s'est élargi dans toutes les directions possibles, y compris dans les espaces désertiques, même s'il ne s'agit là que de sites temporaires.
L’appartenance des sites du nord du Levant à l'aire géographique du Natoufien a été débattue. Les sites anciennement découverts qui se développent sur le Moyen-Euphrate durant la période récente, en particulier (Abu Hureyra), présentent manifestement des traits similaires à ceux des sites natoufiens. La découverte des sites de Jeftelik au Liban ou de la grotte de Dederiyeh en Syrie centrale (contemporaine du Natoufien ancien) ont contribué à admettre une extension de la culture natoufienne dans le Levant nord, ou du moins à y chercher une variante régionale (un « Natoufien du nord » ?).
Le Natoufien est contemporain des cultures voisines suivantes :
- Dans la région du Haut-Tigre, les sites archéologiques de Körtik Tepe et Hallan Çemi révèlent un village sédentaire à maisons rondes durant une période contemporaine de la fin du Natoufien final[18].

- Dans le Zagros est identifiée la culture du Zarzien, caractérisée elle aussi par Dorothy Garrod à partir d'une industrie lithique dominée par les microlithes. Toutefois, en l'état actuel des connaissances, cette culture reste non sédentaire[19],[20]. La situation en Haute Mésopotamie (Djézireh de Syrie) n'est pas clairement connue.

- En Anatolie centrale, du matériel microlithique présentant de fortes similitudes avec celui du Natoufien se retrouve près du site de Pınarbaşı, dans la plaine de Konya. Ce lieu étant situé à proximité de gisements d'obsidienne, il est probable que les deux étaient mis en contact par les réseaux de circulation des objets taillés dans cette roche, qui se retrouvent, en quantité certes très limitée, au Levant méridional[21].

- À Chypre, le site d'abri d'Aetókremnos est le seul qui puisse être considéré comme contemporain du Natoufien, dans sa période récente. Son industrie lithique présente néanmoins de fortes divergences avec celles des sites du Natoufien récent, aussi les possibles relations entre les deux ensembles restent mal comprises[22].

## Conditions climatiques et sociétés
Si les archéologues s'accordent pour reconnaître que des liens existent entre les évolutions du Natoufien et les fluctuations du climat, il n'y a, en revanche, pas forcément de consensus quant à l'interprétation de ces liens.
Le Natoufien débute au moment où s'achève le dernier maximum glaciaire, caractérisé par un climat froid et sec, et où s'ouvre une phase d'adoucissement, marquée par des précipitations plus importantes, appelée Bölling-Alleröd et qui dure approximativement de 14500 à 13000 AP. Ces conditions climatiques coïncident avec le Natoufien ancien et pourraient expliquer l'essor de la sédentarité permise par un milieu plus généreux en ressources alimentaires, le nomadisme n'étant plus forcément le seul mode de vie viable.
Le Natoufien récent coïncide de son côté avec une phase de refroidissement brutal, le Dryas récent, épisode qui débute vers 13000-12800 AP, soit peu après le début du Natoufien récent, et dure un peu plus d'un millénaire. Ces nouvelles conditions climatiques semblent avoir eu un impact majeur, et sont généralement tenues pour avoir impulsé le début du processus de néolithisation. O. Bar-Yosef estime que la disponibilité des ressources végétales et animales devenant plus incertaine conduit les sociétés de l'époque à opérer un choix : soit devenir plus mobiles afin d'obtenir ces ressources, quitte à chercher la confrontation avec d'autres groupes ; soit s'établir durablement sur un territoire où ces ressources sont disponibles, et le défendre. Ces deux solutions seraient visibles dans le corpus archéologique de la période. L'accroissement de la sédentarité chez certains pourrait être à l'origine des premières expériences de domestication des plantes et animaux. Au contraire, d'autres auteurs ont estimé que la documentation archéologique plaide uniquement en faveur d'une plus grande mobilité et que les conditions étaient très défavorables au développement d'une agriculture. F. Valla est de son côté plus sceptique quant à l'influence du climat et refuse d'y voir un facteur explicatif unique ou principal. 
Une recherche de 2016 a cependant conclu que le Dryas récent au Levant sud, correspondant certes à un climat plus froid, n'était pas plus sec que le Bölling-Alleröd ; si les communautés sédentaires ont plus mal vécu cette situation dans la région méditerranéenne, en revanche celles de la vallée du Jourdain, où le climat est plus favorable, semblent avoir mieux subsisté.

## Les habitats natoufiens et les débuts de la sédentarisation

### La sédentarité
« La sédentarité, qui suppose un habitat permanent, s'oppose sur ce point à la mobilité, qui suppose un habitat temporaire ou saisonnier. Acquis dès le Natoufien, ce caractère différencie le Proche Orient des régions environnantes, et se traduit par la présence de villages, centres de territoires pouvant comprendre aussi des habitats temporaires (campements) » (O. Aurenche et S. Kozlowski). Depuis les travaux de Jean Perrot à Mallaha, l'apparition de la sédentarité s'est imposée comme une problématique centrale dans les études sur le Natoufien et plus largement du Néolithique proche-oriental. Il reste cependant beaucoup à faire pour bien saisir le processus, ses causes et ses modalités. 
On peut conclure à la sédentarité d'un groupe à partir d'un faisceau d'indices convergents relevés sur un site donné, aucun indice n'étant jugé décisif s'il est pris isolément,. L'architecture pérenne, la présence de mobilier lourd (mortiers) ou les pratiques funéraires (présence d'un cimetière) sont des éléments souvent pris en considération. Sont plus largement recherchées les accumulation de vestiges matériels reflétant une occupation prolongée, et les indications d'une occupation d'un même site à chaque saison de l'année. Les indices sont aussi à rechercher dans la présence sur les sites d'animaux « commensaux » des hommes, attirés par la perspective de grappiller les réserves ou les restes alimentaires des villageois : des souris ayant les caractéristiques de l'espèce « domestique » (Mus musculus) ont été identifiées à Hayonim alors qu'elles sont absentes des sites antérieurs au Proche-Orient ; la présence du chien domestique va dans le même sens, ainsi que celle du moineau,,.
L'émergence de la sédentarité se fait en raison d'évolutions trouvant leur origine dans l'apparition de sites semi-permanents, comme à Ohalo II (site daté du début de l'Épipaléolithique v. 23000 AP cal.), comprenant des huttes de forme circulaire, semi-enterrées, en quelque sorte les ancêtres des huttes et maisons de l'époque natoufienne, occupées durant plusieurs années et correspondant à plusieurs phases de constructions. Plus généralement les phases de l'Épipaléolithique précédant le Natoufien sont marquées par un accroissement de la territorialité des groupes humains, qui se limitent plus à des territoires précis et tendent à retourner à plusieurs reprises au même endroit (c'est le cas d'Ohalo II), aussi l'apparition de sites d'agrégation sur lesquels une population importante se retrouve par moments (notamment durant le Nizzanien, v. 20000-18000 AP cal.), évolutions qui annoncent par bien des aspects à la sédentarité natoufienne.
Au Natoufien ancien, apparaissent des traces d'une architecture plus permanente et d'autres caractéristiques tenues comme marqueurs de la sédentarité, ou du moins une occupation plus durable des sites. L'évolution vers la sédentarité (ou du moins la diminution marquée de la mobilité) est généralement attribuée à la capacité des groupes humains à assurer leur subsistance sur un espace plus réduit que par le passé, soit parce qu'ils ont développé des stratégies de subsistance qui leur permettent de rester plus longtemps au même endroit sans en épuiser les ressources (en réponse à leur augmentation démographique qui rendrait les pratiques plus anciennes moins viables), soit parce qu'ils peuvent profiter d'un environnement plus généreux en ressources (grâce à l'amélioration climatique), ou bien encore parce qu'ils ont cherché à sécuriser et défendre des ressources dans des temps plus difficiles en se fixant à un endroit donné.
Quoi qu'il en soit, il ne faut pas envisager une sédentarité généralisée au Natoufien. En effet, on observe, d'une part des petits sites, faisant de 15 à 100 m2, sans doute des établissements temporaires sans constructions pérennes et, d'autre part, des « villages » ou « hameaux » d'environ 1 000 m2 ou plus, avec des constructions en dur ; entre les deux, il existe des sites intermédiaires présentant parfois des constructions durables. Il est généralement estimé que l'organisation du peuplement associe pour un même groupe un village permanent, donc qualifiable de sédentaire, et un ensemble de campements ou « stations » occupées sur une base temporaire, saisonnière,. Dans une communauté ayant expérimenté la sédentarité, il pouvait donc y avoir d'un côté des sédentaires à proprement parler, résidant toute l'année dans un même lieu, tandis que d'autres membres devaient quitter le camp de base de façon saisonnière, sous forme de bandes, pour se procurer des ressources. D'autres groupes restaient d'ailleurs complètement mobiles, sans campement sédentaire. La société natoufienne est donc certes moins mobile que celles qui la précèdent et instauratrice des premières expériences de sédentarité, mais elle n'en est pas pour autant entièrement sédentaire et peut être qualifiée de « semi-sédentaire »,. C'est une période d'expérimentations et de fluidité dans les structures résidentielles (et plus largement sociales), avec des réponses diverses selon les endroits et les périodes. Cette souplesse d'adaptation explique aussi pourquoi des retours à un mode de vie plus mobile sont parfois observés.
T. Hardy-Smith et P. C. Edwards ont mis en doute l'existence d'un mode de vie et de sites véritablement sédentaires au Natoufien ancien, à partir de l'étude du site de Wadi Hammeh 27, notamment de l'absence de traces de pratiques permettant d'assurer l'hygiène et l'assainissement des maisons sur le long terme comme on s'attendrait à en trouver dans un mode de vie sédentaire. Selon eux il serait préférable d'envisager les plus grands sites comme des camps de base principaux, occupés à long terme mais avec des phases d'abandon saisonnières. B. Boyd propose quant à lui de nuancer et reconsidérer l'emploi du concept de sédentarité, transposé au Natoufien ancien à partir du modèle fourni par les périodes postérieures et qui sert de référence parce que c'est le mode de vie qui va triompher plus tard au Néolithique (biais sémantique qui se traduit aussi dans le fait qu'on préfère parler de société « semi-sédentaire » plutôt que « semi-mobile »), puisqu'au Natoufien récent on observe une phase de « retour de la mobilité ».

### Les sites du Natoufien ancien
Le Natoufien ancien est la phase qui voit l'apparition des premiers villages, et les plus importants de cette époque, donc « une société semi-sédentaire florissante » selon O. Bar-Yosef. 
Les Natoufiens s'établissent dans des sites favorables au développement de communautés de chasseurs-cueilleurs, à la rencontre de terroirs différents (vallées, plateaux et montagnes, bois, marécages, etc.). Ils tirent profit de la présence de sources pérennes, même d'un lac dans le cas de Mallaha. Les sites d'occupation s'établissent en plein air ou sur des terrasses bordant un abri naturel, ou encore à l'entrée d'une grotte (comme à Hayonim), comme cela se pratiquait déjà au Paléolithique supérieur,. 
Les maisons construites sont de forme circulaire ou semi-circulaire, semi-enterrées. Leur diamètre fait en général entre 5 et 7 mètres et elles couvrent autour de 25 m2 au sol. La partie basse des murs repose dans une cuvette parfois tapissée d'une couche de pierre. Ces pierres servent d'assise aux superstructures dont les parois sont constituées de matières organiques (végétaux, peaux). Parfois, des poteaux en bois soutiennent la toiture. Les maisons disposent d'un foyer, mais en général d'aucun autre équipement intérieur. Elles sont souvent reconstruites au même emplacement par les générations suivantes. À Mallaha, elles sont alignées les unes par rapport aux autres alors que sur des sites comme Hayonim elles sont agglutinées. De plus petites constructions de 1,5 à 4 mètres de diamètre, ainsi que des traces de cercles en pierre pouvant correspondre à des structures mobiles ont été observées et répondent sans doute à des fonctions autres que celle de l'habitat. D'autres structures pouvant avoir des usages rituels (sans doute mêlés avec les bâtis de nature « utilitaire ») se singularisent par leur taille et d'autres aspects. Il en est ainsi de la maison 131 à Mallaha, qui avait des parois couvertes d'enduit peint en rouge, des poteaux supportant sa toiture, trois foyers, et comprenait des restes animaux et un fragment de crâne humain, autant d'éléments inhabituels qui permettent d'y voir une construction à usage rituel. Il en est de même sur le site jordanien de Wadi Hammeh 27 où il existe deux grandes structures avec des traces de poteaux, la plus grande (15 mètres de long) disposant de banquettes comprenait un monolithe gravé,,. Estimer la population de ces sites est complexe, car on ne sait pas exactement la surface occupée (aucun n'ayant été intégralement fouillé) ni combien de personnes vivaient dans les constructions dégagées. Les estimations demeurent très vagues : les villages de l'époque ne devaient abriter que quelques familles, entre 45 et 200 individus, le nombre de 59 individus en moyenne par site a pu être avancé. 
La situation est différente à Beidha, en Jordanie du sud, qui est un site d'occupation temporaire, une « station » de chasseurs, qui est occupée de façon répétée durant le Natoufien ancien mais sans construction d'habitat pérenne. Le site ne comporte que des foyers, des fosses à feu et de nombreux os brûlés, et n'a principalement livré qu'un matériel lithique.

### Les sites du Natoufien récent

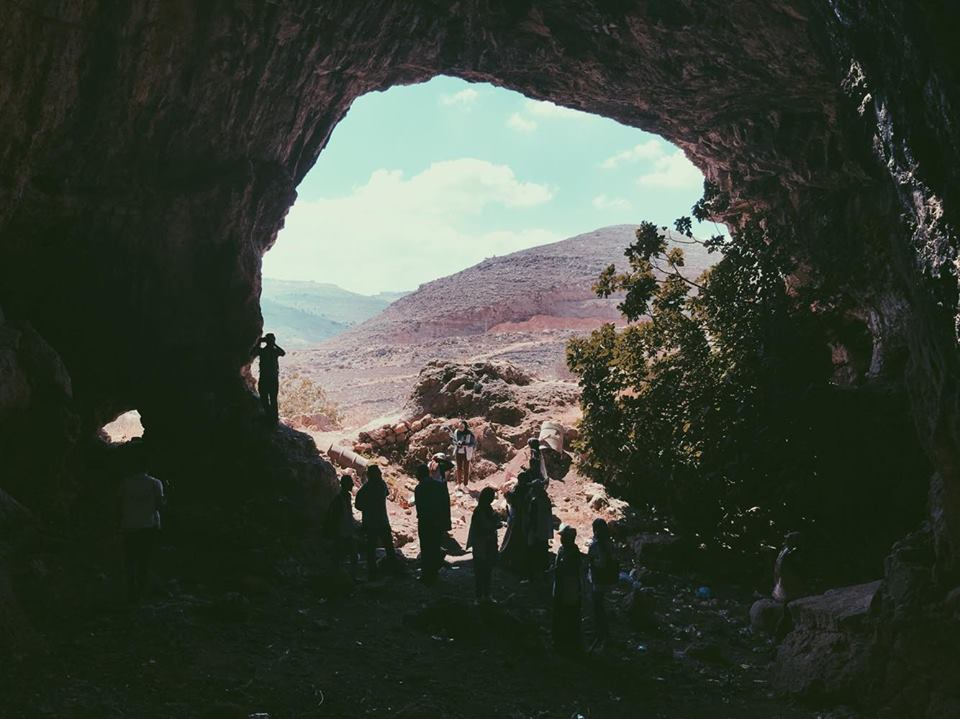
La grotte de Shuqba dans le Wadi en-Natuf (Palestine), ayant une occupation du Natoufien récent, site où la culture natoufienne a été identifiée en premier.

Au Natoufien récent, la tendance change avec un essor de la mobilité. Les sites sont de taille plus réduite, les maisons aussi (autour de 10 m2 à Mallaha). De cette époque date la grotte de Shuqba, où ont été mis au jour de nombreuses faucilles et des foyers, mais très peu de matériel de broyage. Cette grotte pourrait avoir servi de site temporaire pour la cueillette des céréales en altitude moyenne avant de les ramener dans un campement de base en fond de vallée. Une structure de forme ovoïde sur la plateforme de Jéricho (Tell es-Sultan), rappelant celles du Natoufien ancien de Wadi Hammeh 27 et Mallaha, pourrait dater de la toute fin de la période. 
Plus au sud, le site de Rosh Horesha-Saflulim dans le Néguev couvre un vaste espace (4 000-5 000 m2) mais dispose de peu de structures pérennes. Il servait peut-être de site temporaire d'agrégation pour des bandes mobiles qui se dispersaient le reste de l'année. Le site voisin de Rosh Zin comprend de petites maisons (3 à 5 mètres de diamètre) agglutinées, formant des sortes de « ruches ». Cette tendance se retrouve sur les sites du Harifien, culture qui se développera par la suite dans la même région.
D'une manière générale, il semble qu'au Levant méridional, la sédentarité recule, les groupes redevenant plus mobiles, sur un plus vaste espace. Cela peut être lié au refroidissement du climat (Dryas récent), ou bien à une exploitation trop intensive du milieu par les communautés sédentaires du Natoufien ancien qui aurait obligé leurs successeurs à modifier leur organisation sociale et économique. Les villages les plus importants se situent désormais plus au nord, dans la région du Moyen-Euphrate, zone dont le caractère « natoufien » est débattu, avec Mureybet et Abu Hureyra, ce dernier atteignant peut-être 100 à 300 habitants.

## Stratégies de subsistance: une économie de chasseurs-cueilleurs

### Cueillette et consommation de céréales
Les Natoufiens sont des chasseurs-cueilleurs, donc au sens large des « collecteurs ». Leur alimentation repose avant tout sur la cueillette des plantes, poussant autour de leurs villages et campements, qui varient grandement selon les saisons. Les sites n'en conservant que peu de traces archéologiques, cette affirmation repose en bonne partie sur les connaissances acquises sur les sites des périodes précédentes (Ohalo II) et du nord du Levant contemporain durant les phases finales du Natoufien (Abu Hureyra et Mureybet). Leurs occupants consomment des céréales et d'autres graminées, des légumineuses, des fruits, des noix et peut-être des glands. La présence de lames de faucilles témoigne de la cueillette de céréales sauvages (et aussi de la récolte de la paille pour la construction),,. 
Des cas de cueillette intensive de plantes ont été identifiés, sur la foi d'indices tels que la présence de nombreuses faucilles, de matériel de mouture, et de structures identifiées comme des « silos » (ce qui n'est probablement pas le cas pour beaucoup d'entre elles). Mais la documentation archéologique ne fournit pas d'indices plaidant en faveur d'une domestication à cette période. Là encore s'observent plutôt des pratiques de cueillette très sélectives et intensives qui relèveraient au mieux d'une « pré-domestication »,,. Il semble cependant que des expériences de culture des plantes aient déjà eu lieu précédemment à Ohalo II, au début de l'Épipaléolithique.

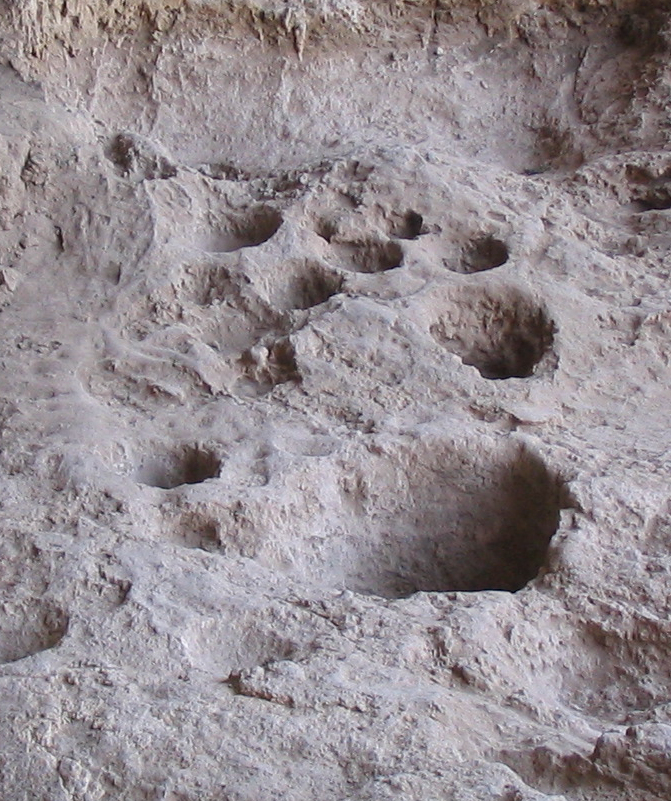
Mortiers creusés dans la roche, grotte de Raqefet (Israël).

En tout état de cause, les trouvailles sur les sites natoufiens indiquent que la manière de consommer les céréales a évolué de façon décisive au cours de cette période. Les méthodes de broyage des grains existaient avant cette période puisqu'elles sont attestées dès le Kébarien. Cependant, les sites natoufiens, et en particulier ceux de la période récente, témoignent d'un développement et d'une amélioration des instruments de mouture. L'apparition de mortiers coniques en est un exemple : l'expérimentation a démontré que l'utilisation de mortiers avec un fond moins large que l'ouverture permettait d'accroître l'efficacité de la mouture et une plus grande production de farine. Le site de Shubayqa 1 en Jordanie a livré des restes de galettes de pain, faites d'orge, de blé, d'avoine et de scirpe aquatique, une plante poussant dans des milieux humides. Selon M. Rowlands et D. Fuller, c'est à ce moment que commence à se mettre en place le régime culinaire de base de l'Asie du sud-ouest (et, par influence, de l'Europe et d'une partie de l'Afrique) reposant sur la consommation de céréales moulues puis cuites dans des fours sous forme de galettes et de pains, concomitamment à la consommation de viandes rôties, par opposition à la cuisine de l'Asie orientale, qui repose plutôt sur les céréales et autres aliments bouillis ou cuits à la vapeur. Un autre signe de l'évolution dans l'usage des grains correspond au recours à la fermentation des céréales et au brassage d'une sorte de bière dans des mortiers creusés directement dans la roche, pratiques dont des traces ont été découvertes dans la grotte de Raqefet, site natoufien en Israël dédié à l'ensevelissement des morts. Néanmoins, le recours à ces formes élaborées de consommation des céréales pourrait avoir été limité à des événements festifs. Plus globalement, du point de vue quantitatif, les sites natoufiens ont surtout livré des restes de plantes sauvages ne correspondant pas aux futures céréales fondatrices domestiquées au Néolithique, lesquelles ne constituent alors qu'environ 10 % du total des restes botaniques retrouvés pour la période.

### Chasse et pêche

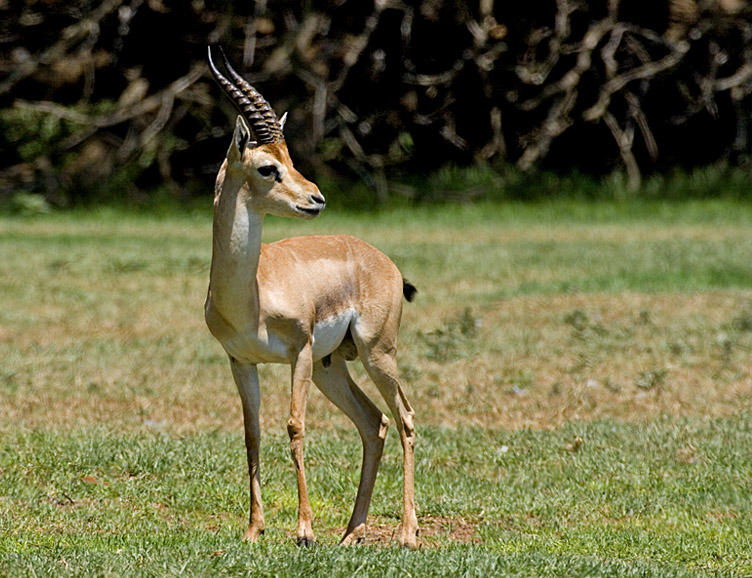
La gazelle de montagne (Gazella gazella), animal le plus chassé par les Natoufiens.

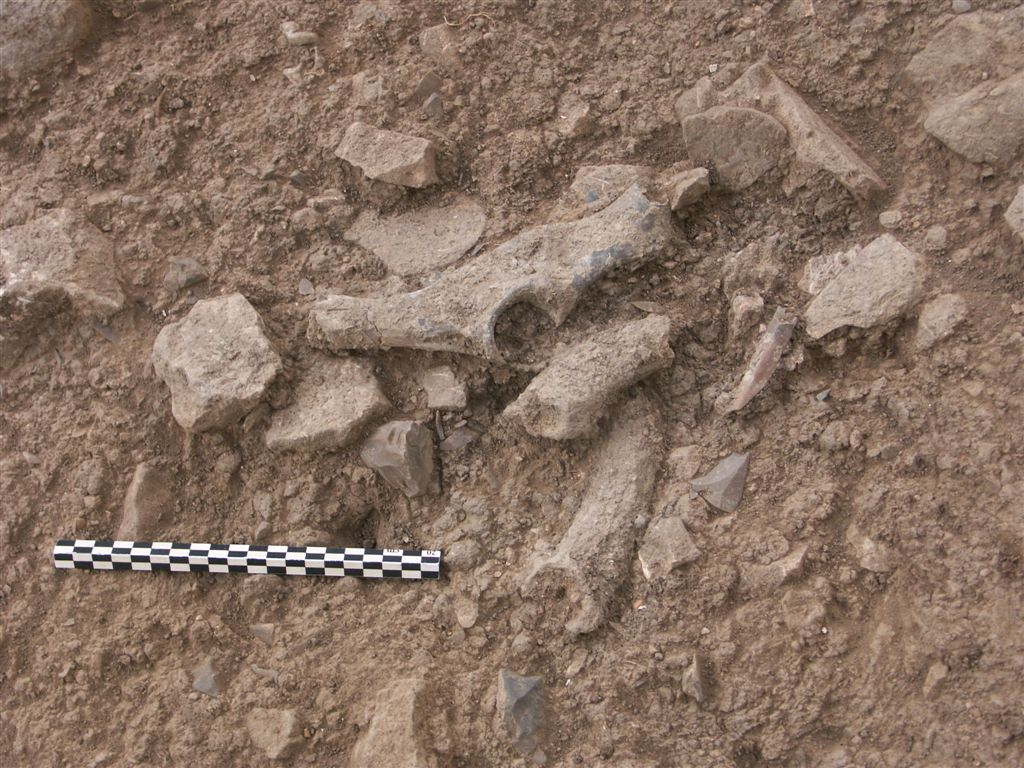
Pelvis de daim et deux cornes de gazelle du Natoufien ancien dégagés sur la terrasse d'el-Wad (Israël).

La chasse concerne aussi une grande variété d'animaux : chevreuils, bovidés, chèvres, équidés, sangliers, gazelles, cervidés, lièvres, renards, tortues, oiseaux, etc. La pêche est également attestée, à Mallaha situé près d'un lac, ou à Hayonim près de la mer. Au regard de cette diversité, la stratégie de subsistance des Natoufiens est à « large spectre ». 
La présence récurrente de la gazelle sur les sites natoufiens, où elle constitue entre 40 et 85 % du gros gibier, nuance cependant cette vision des choses, car il semble que sa viande ait été le principal apport en protéines animales des communautés natoufiennes. Des suggestions d'interprétation ont été avancées à propos de tentatives de domestication de cet animal, sorte de « proto-domestication ». Mais, sans doute, est-il plus raisonnable de considérer qu'il s'agit d'une chasse sélective, intensive, de cet animal,,.

### Évolutions et adaptations
Les pratiques de subsistance ne sont pas envisagées sous un angle statique, elles connaissent des évolutions en fonction de divers facteurs, y compris en réponse à leurs propres excès et limites.
La question de la « surexploitation » du milieu pendant les deux millénaires que couvre cette période par les communautés villageoises sédentaires dont l'apogée se situe au Natoufien ancien, a été posée. F. Valla considère que l'organisation économique des communautés n'aurait plus été soutenable, les ressources étant consommées plus rapidement que leur renouvellement, et aurait entraîné, en réaction, un changement dans l'organisation des stratégies de subsistance (qui se traduit dans la modification du peuplement),. Concernant la période récente, a été soulignée une chasse plus importante de petit gibier au détriment du gros gibier anciennement majoritaire, ceci reflétant sans doute une réponse à un stress alimentaire plus important obligeant à diversifier les sources de nourriture. Réponse à laquelle la mobilité serait également liée,. 
À Abu Hureyra, durant le Dryas récent, ces changements correspondent à une moindre diversité des plantes consommées, avec une place accrue pour les graines. Dans ce contexte, trois grains de seigle à la morphologie domestique ont été identifiés et datés d'environ 13/12000 AP. Ce serait la plus ancienne attestation connue de plante cultivée. Le seigle domestiqué n'est lui attesté que 2 000 ans plus tard. Il est ainsi envisageable qu'une proto-agriculture ait été pratiquée sur ce site,.
N. Munro considère pour sa part le Natoufien, et plus largement l'Épipaléolithique récent du Proche-Orient (v. 23000-12000 AP), comme une période d'expérimentations, où les évolutions dans les pratiques de chasse reflètent des tentatives d'une meilleure maîtrise des ressources, notamment parce que la population humaine serait devenue trop nombreuse en proportion de celle du gros gibier traditionnellement le plus chassé. Les évolutions dans les pratiques de chasse mettent en évidence une sélection ou une tentative de contrôle de certaines espèces, avec parfois des échecs (celui visant à domestiquer la gazelle étant le plus évident puisque cet animal n'est manifestement pas apte à la domestication). Le choix de recourir plus couramment aux céréales, alors que leur collecte est coûteuse en temps et moins « rentable » que d'autres ressources à quantité alimentaire égale, procéderait de la même logique visant à une meilleure gestion des ressources : les céréales se renouvellent plus vite que les autres ressources (notamment animales) et permettent donc des stratégies de subsistance plus durables. Au-delà de cette phase préparatoire et dès que les conditions climatiques deviennent plus favorables, des domestications se développent en plusieurs endroits du Proche-Orient,.

## Bio-archéologie et conditions de vie
Les études bio-archéologiques pratiquée sur des squelettes découverts sur des sites natoufiens (qui ont livré les dépouilles d'environ 400 individus) révèlent peu de traces de traumatismes violents et peu de maladies ou déficiences. La pathologie la plus couramment constatée est l'arthrose. Les dentitions sont plutôt saines. À plusieurs égards, les Natoufiens auraient bénéficié d'une meilleure santé que leurs congénères des premières sociétés néolithiques. Néanmoins, l'échantillon (limité) d'Abu Hureyra présente des traces de déformations attribuées aux activités de mouture des grains, principalement chez les femmes et de manière plus fréquente que chez les populations néolithiques. Il semble aussi que la mortalité soit plus forte durant les premières phases du Néolithique pour les individus dont l'âge est compris entre 20 et 40 ans et que le phénomène concerne plus les Natoufiens que les Natoufiennes. Ces dernières sembleraient d'ailleurs avoir eu une espérance de vie plus longue.

## Chiens domestiques

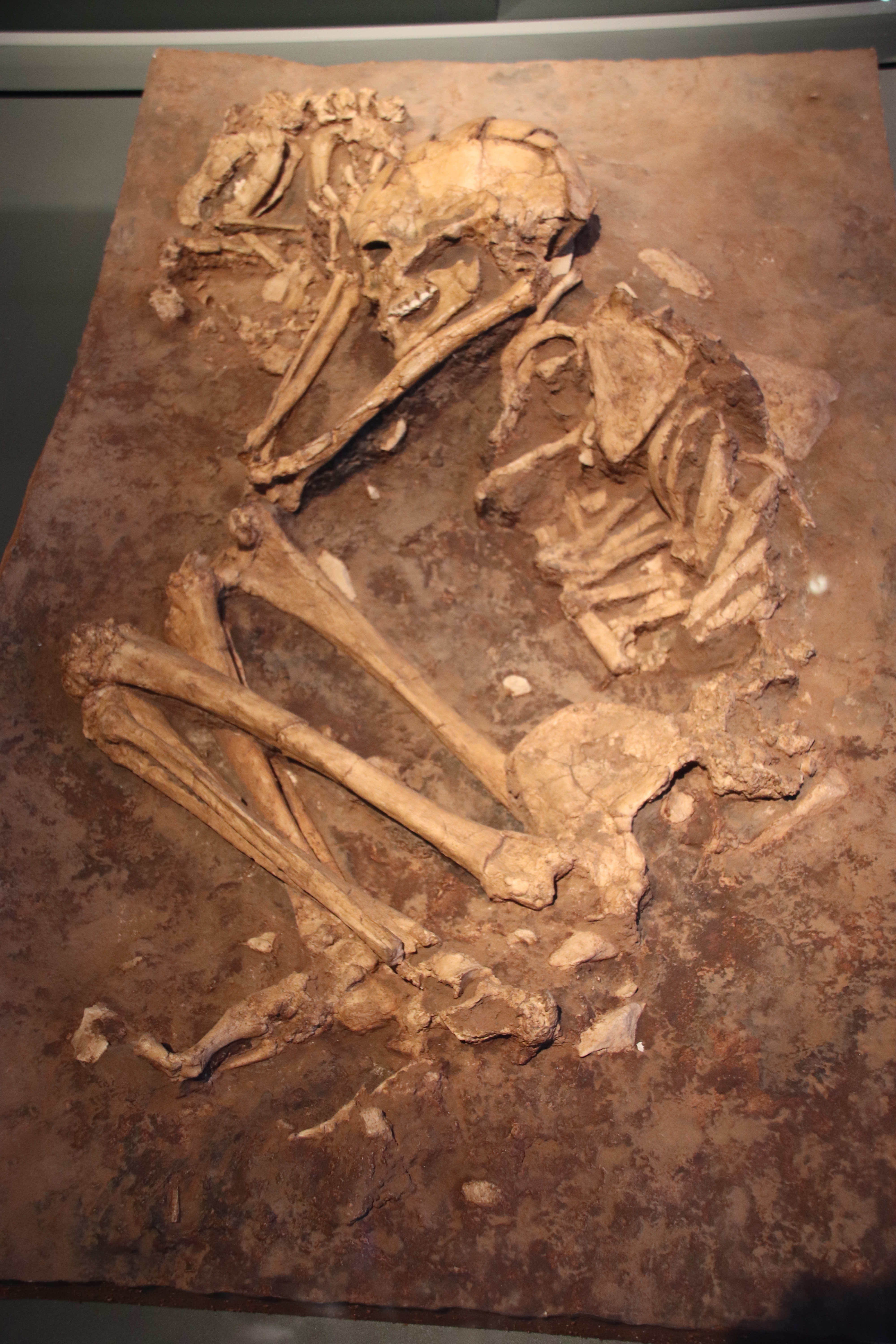
Fac-similé de la tombe de Mallaha comprenant les ossements d'une femme accompagnée d'un chien. Musée d'Israël.

Des découvertes effectuées dans des tombes natoufiennes (Mallaha, Hayonim), comme sur d'autres sites en Europe et en Asie, indiquent une domestication du chien bien antérieure au Néolithique, et précède celle des moutons, chèvres, cochons et vaches. Le fait que ces chiens natoufiens aient une morphologie domestique (et non sauvage) et qu'ils soient enterrés avec des humains indiquent une proximité telle qu'elle semble relever de la familiarité et du compagnonnage. Le chien n'étant pas, ou très occasionnellement, une source de nourriture, sa place dans le processus de domestication des animaux est à envisager à part (avec celle du chat, plus tardive) : c'est avant tout un auxiliaire de sécurité et de chasse (et, avec le développement ultérieur de l'élevage, de garde des troupeaux). Son utilisation plus importante pour la chasse sur les sites du Natoufien récent et durant les périodes suivantes du début du Néolithique est probablement liée à la plus grande présence des petits gibiers rapides tels que les lièvres. 
Le processus de domestication aurait été initié par un rapprochement entre des loups et des groupes humains de chasseurs-cueilleurs, peut-être à l'initiative des premiers (une « auto-domestication »), avant qu'ils ne soient apprivoisés, puis pleinement intégrés par la domestication (qui implique un contrôle de la reproduction par les hommes). Quoi qu'il en soit, cette domestication est antérieure au Natoufien. Des analyses génétiques sur des spécimens fossiles ont montré que le chien a été domestiqué à un stade précoce du Paléolithique supérieur, généralement situé entre 20000 et 40000 AP. Bien que le lieu et la période demeurent précisément inconnus et fassent toujours l'objet de débats, il semble envisageable qu'il y ait deux épisodes indépendants dans la domestication du chien,.

## Les industries et arts natoufiens
Les sites natoufiens ont livré une vaste gamme d'outillage lithique. La matière première est locale, même si de l'obsidienne venant d'Anatolie a parfois été mise au jour. 
L'industrie lithique natoufienne se définit, selon les propositions de D. Garrod, par des outils débités par percussion indirecte, de façon à produire des lames à bords rectilignes ou non, notamment des microlithes en forme de demi-cercles ou croissants, appelés lunates (qui dans les faits se retrouvent sur une vaste zone allant des Monts Taurus jusqu'au Sinaï), et des lamelles à bords plus rectilignes. La retouche bifaciale semi-abrupte dite « Helwan » est une caractéristique de la période ancienne ; d'autres retouches servent à faire des dents et encoches sur les lames. Dans la continuité du Kébarien, les microlithes sont de loin les plus attestés et présentent souvent des formes géométriques (triangles, demi-cercles), mais on retrouve aussi des objets plus larges : pointes, burins, perforateurs, grattoirs, lamelles, pics, herminettes, etc. Avec le temps, on peut observer une tendance à la réduction de la taille des microlithes en forme de segments de cercles, ainsi qu'une augmentation des formes géométriques, et des variantes régionales apparaissent comme la présence des couteaux à dos courbe au Levant sud et des pointes massives et des herminettes sur le Moyen-Euphrate. En revanche, les pointes de projectiles utilisées durant cette période ne sont pas clairement identifiées, alors qu'il s'agit d'un marqueur caractéristique des phases historiques ultérieures. Certains microlithes devaient être employés pour armer des flèches et leur emmanchement des microlithes se faisait manifestement par groupes de deux ou trois. Certaines lames présentent un lustre brillant sur leur rebord, qui semble être dû à leur emploi pour couper des tiges de plantes riches en silice ; elles auraient donc été emmanchées sur des faucilles,. 
La pierre polie comprend notamment des faucilles, des polissoirs et des outils de broyage : meules plates et molettes, pilons et mortiers. Ce mobilier lourd est caractéristique du Natoufien, notamment le grand mortier profond (50-60 cm) et des sortes de « bassins » de 30 cm environ, creusés dans des roches, qui sont parfois fixes. La vaisselle en pierre est également courante au Levant sud : vases en basalte, d'un diamètre de 15 cm, parfois avec des décors incisés ou festonnés. Les « pierres à rainures », galets ovales aplatis avec une large rainure sur leur côté, sont également caractéristiques des sites de cette époque, mais leur usage est indéterminé (utilisés comme hampes de flèches ?),. 
Les objets en matières osseuses sont très présents au Natoufien après avoir été plutôt laissés de côté au Kébarien. L'outillage en os est alors très divers, sans doute parce qu'il est destiné à divers usages : des pointes (dont certaines sont barbelées), des poinçons, des couteaux, des sortes de hameçons (barbelés ou courbes), des manches (parfois décorés de figures animales), des outils servant pour la couture, la chasse ou la pêche. Les perles fabriquées en os et les dents percées sont employées pour faire des ornements. Les os travaillés proviennent autant du gros gibier (gazelle, aurochs, cervidés) que du petit (renards, lièvres, oiseaux). Les techniques de travail de l'os sont variées (raclage, abrasion, rainurage, sciage, percussion, etc.) et la perforation se développe.

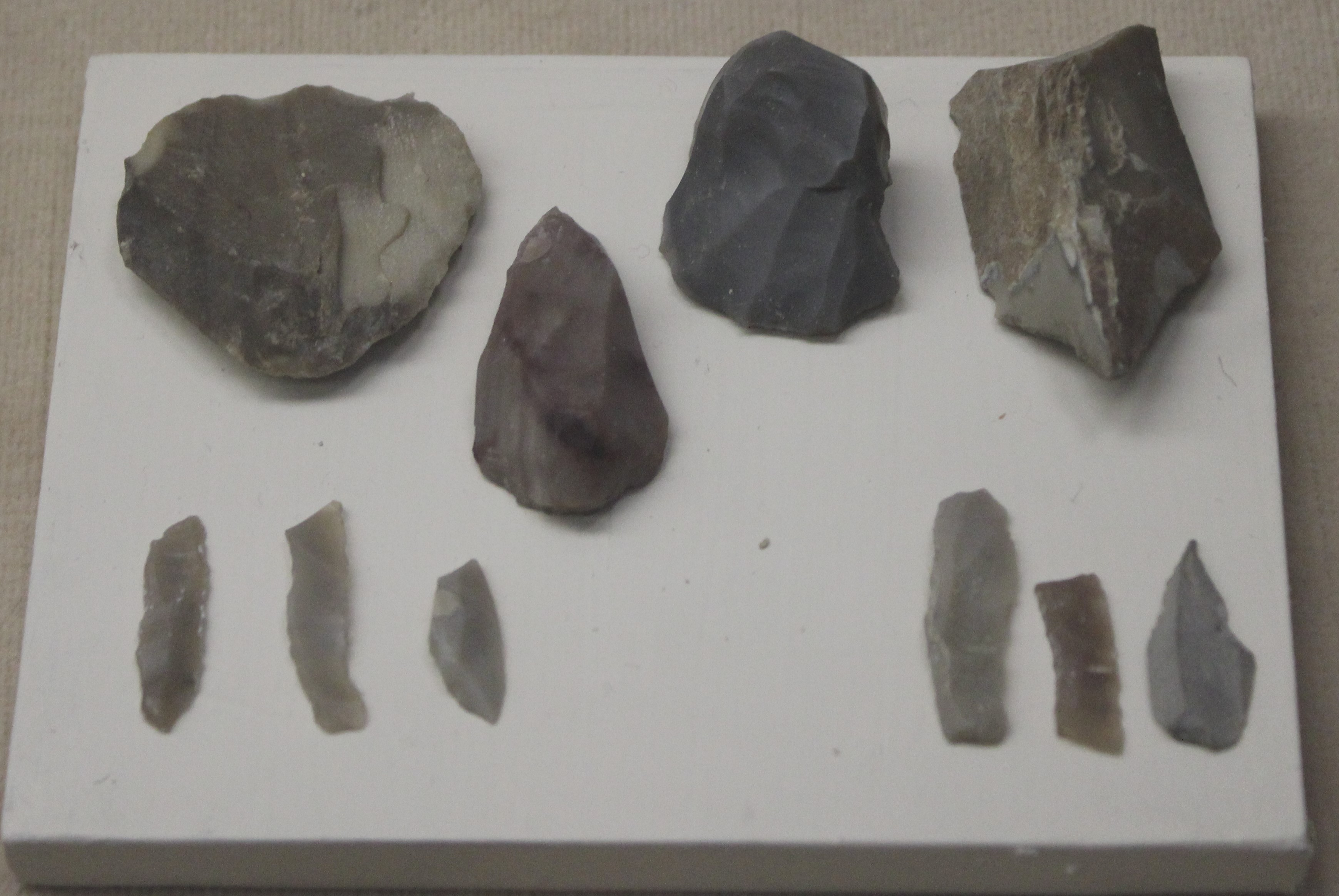
Outils en pierre taillée provenant du site d'Abu Sif : microlithes, lamelles à dos, perçoirs, grattoirs, nucléus. Natoufien récent. Musée d'Archéologie nationale.
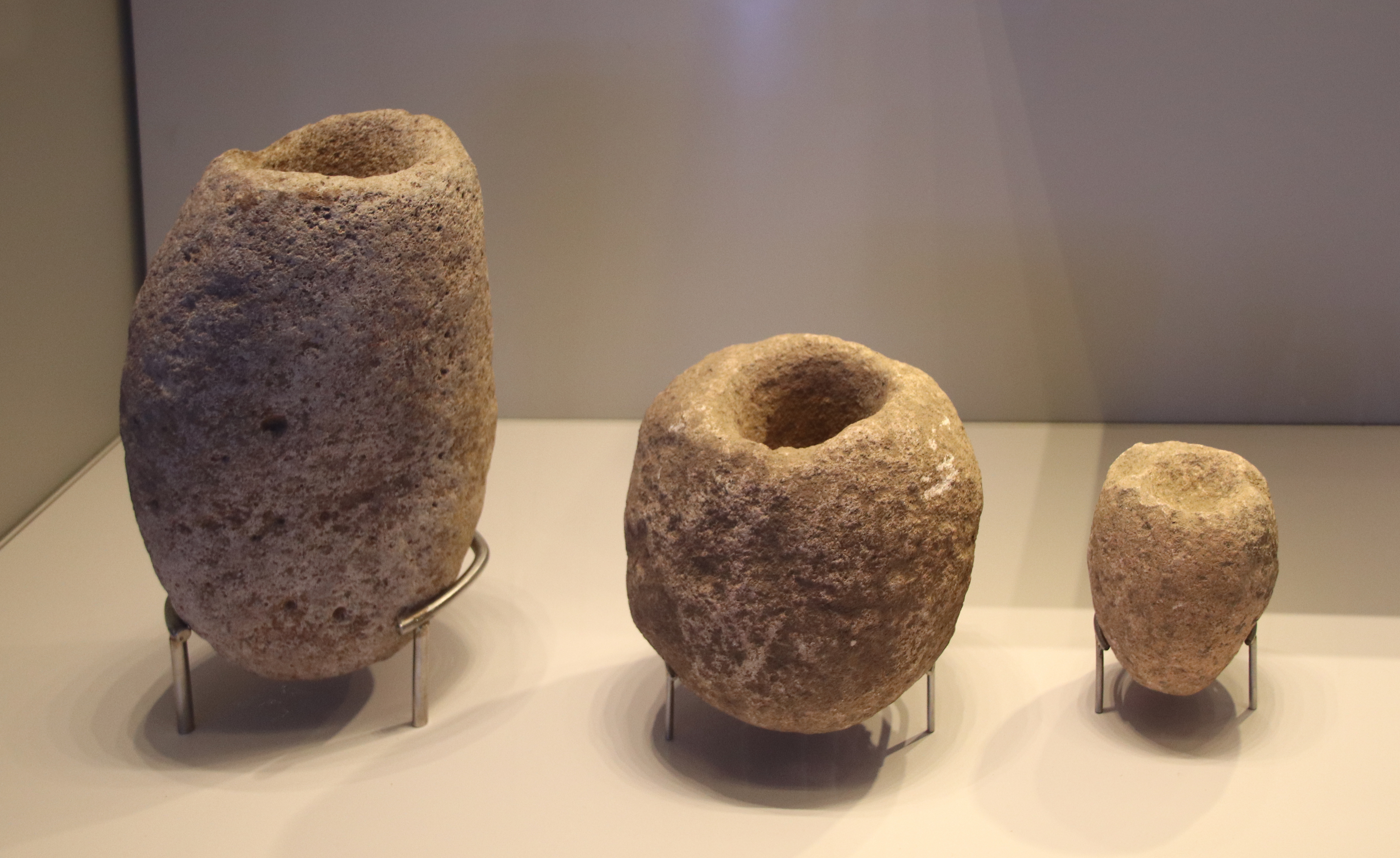
Mortiers en pierre provenant de Mallaha, Natoufien ancien. Musée d'Israël.
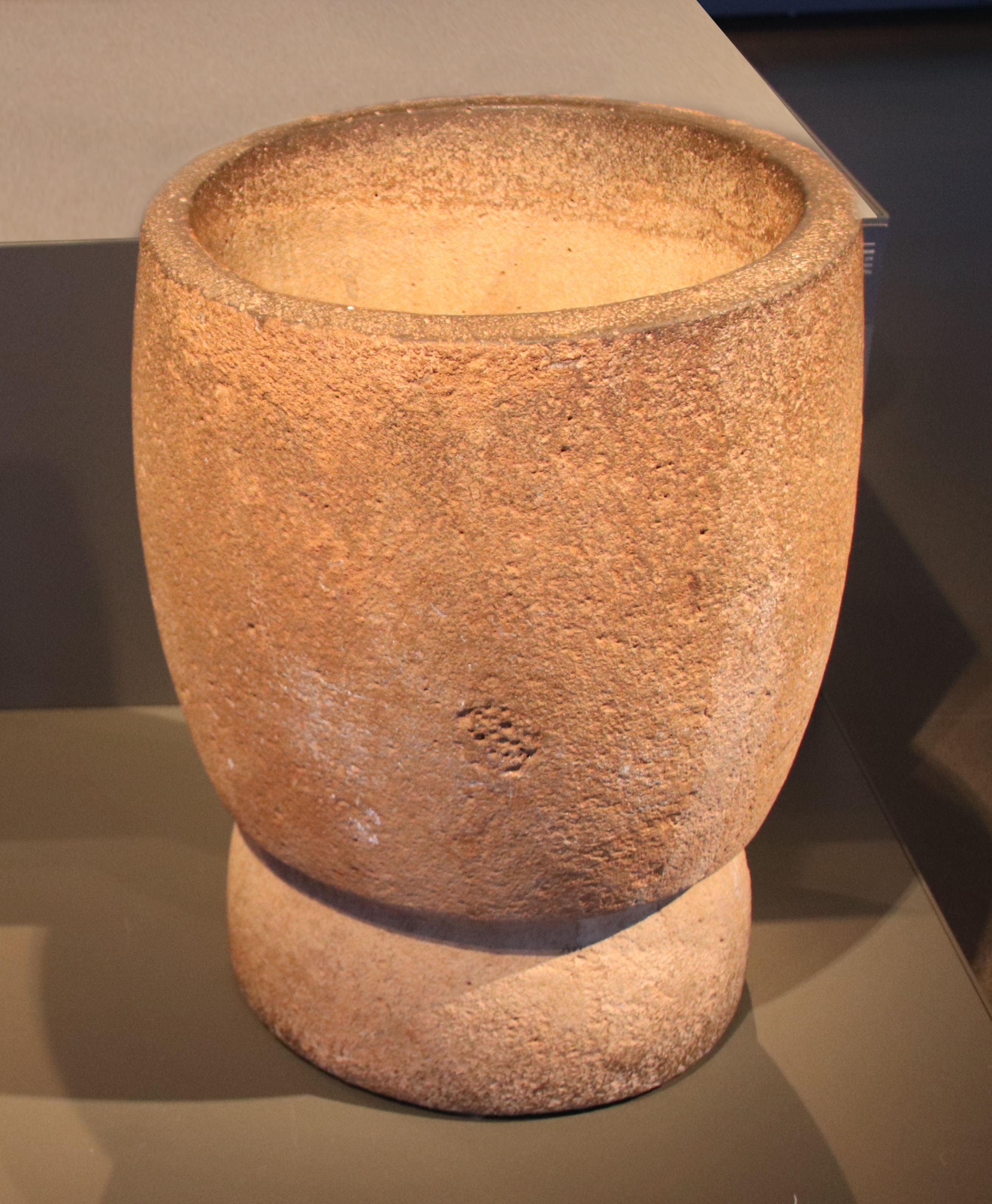
Mortier en pierre provenant de Mallaha, Natoufien ancien. Musée d'Israël.
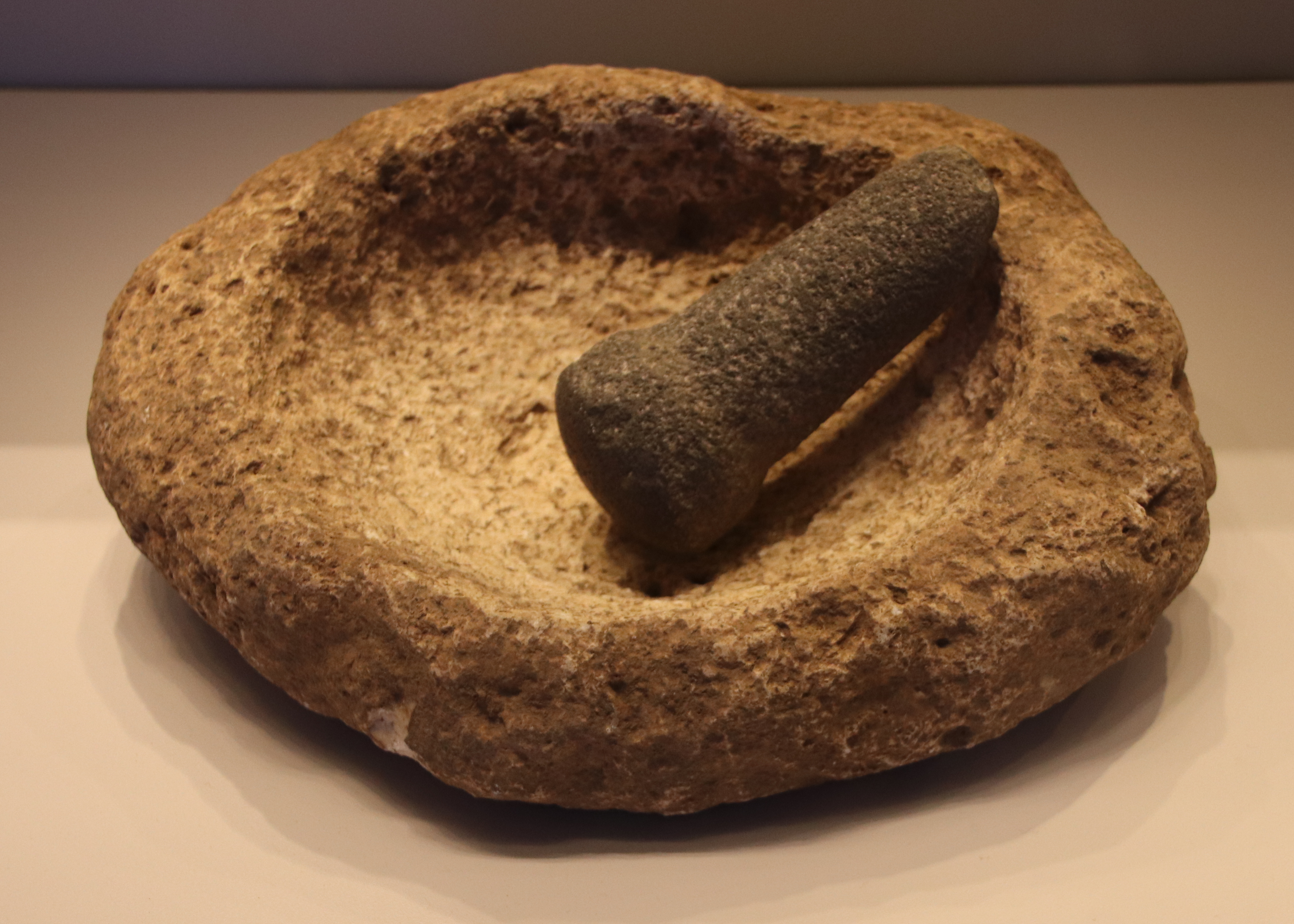
Mortier en basalte et pilon en calcaire provenant de Nahal Oren, Natoufien ancien. Musée d'Israël.
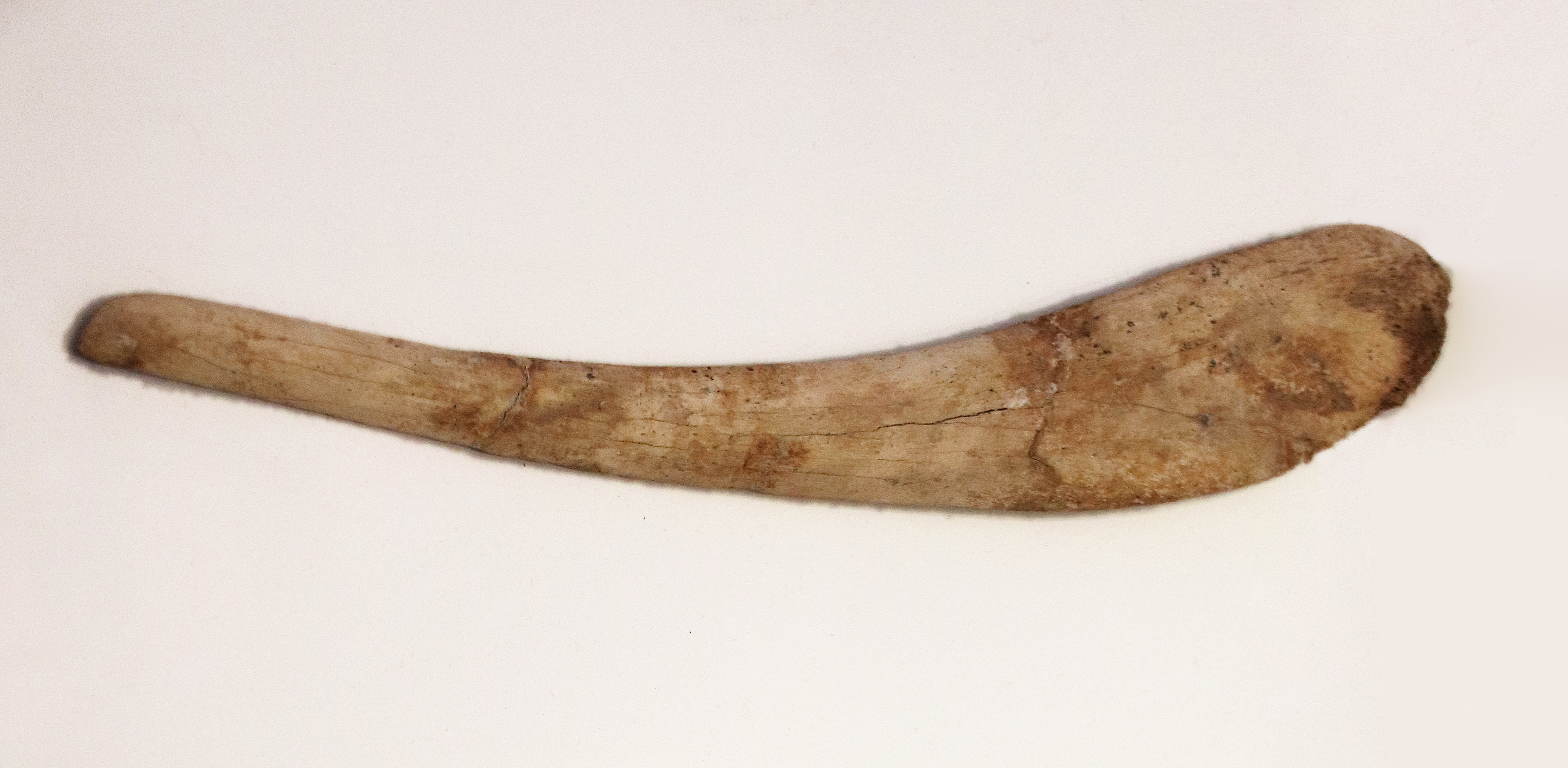
Dague taillée dans une omoplate de bovidé provenant de Hayonim. Musée d'Israël.
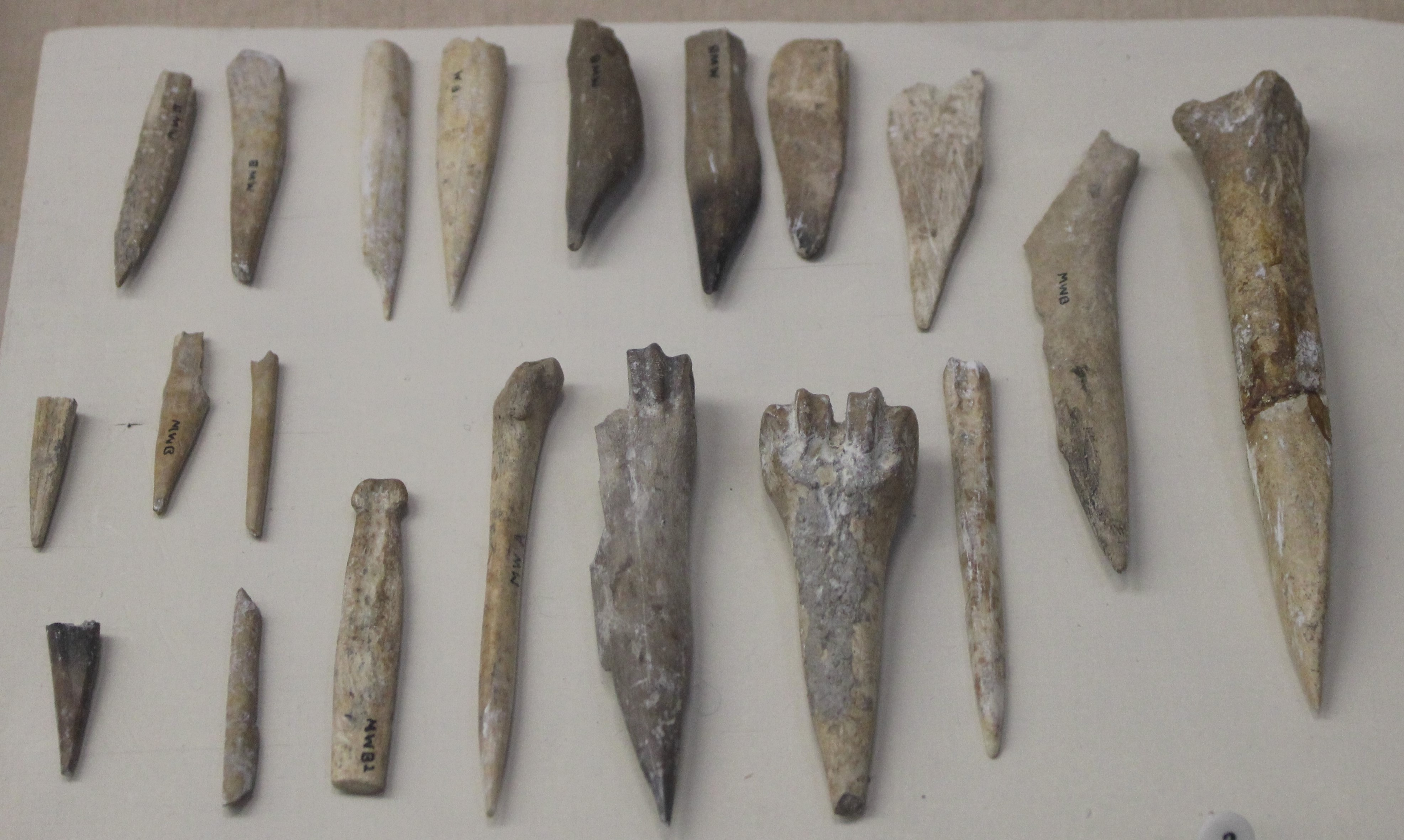
Poinçons en os provenant du site d'El-Wad, Natoufien ancien. Musée d'Archéologie nationale.

Les défunts sont parfois enterrés avec des parures faites à partir de « dentale », de coquillages. Les coquilles servent à former des colliers, des ceintures, des bandeaux, etc., parfois combinées avec des perles en os. Ces ornements sont manifestement des biens de prestige. Ces objets se retrouvent parfois dans des sites localisés bien à l'intérieur des terres ce qui implique des échanges à longue distance et aussi une forme de communauté culturelle entre toutes ces régions. A contrario, l'emploi de canines de renard à Hayonim et de craches de cerfs à El-Wad semblent être des spécificités locales. Certains éléments de parures avaient été colorés en rouge : il a longtemps été estimé que cette couleur était obtenue avec de l'ocre, mais une étude de 2023 portant sur des objets provenant de la grotte de Kébara a montré qu'il s'agissait de pigments d'origine végétale (de plantes de la famille des Rubiacées, comme la garance).
Certains outils sont décorés, en général par des incisions formant des motifs géométriques simples. Sur certains objets en revanche, le travail aboutit à de véritables sculptures, en os ou en calcaire. Les sites natoufiens ont livré les premières figurines animales connues au Levant : des extrémités de manches de faucilles et de couteaux prenant la forme de ruminants, représentant la tête seule ou bien tout le corps. Pourquoi avoir choisi de décorer de la sorte des objets qui ont en principe une fonction utilitaire ? Peut-être faisaient-ils l'objet d'échanges, ou bien étaient-ils destinés à des occasions spéciales, ou destinés à servir de biens funéraires. Les incisions ont pu servir à identifier certaines personnes. 
Les représentations humaines sont rares. En ronde-bosse, elles sont plus schématiques que les représentations animales. Il peut s'agir d'une tête humaine, d'une figurine féminine, la plus originale étant une représentation d'un homme et d'une femme en train de s'accoupler trouvée à Ain Sakhri,.

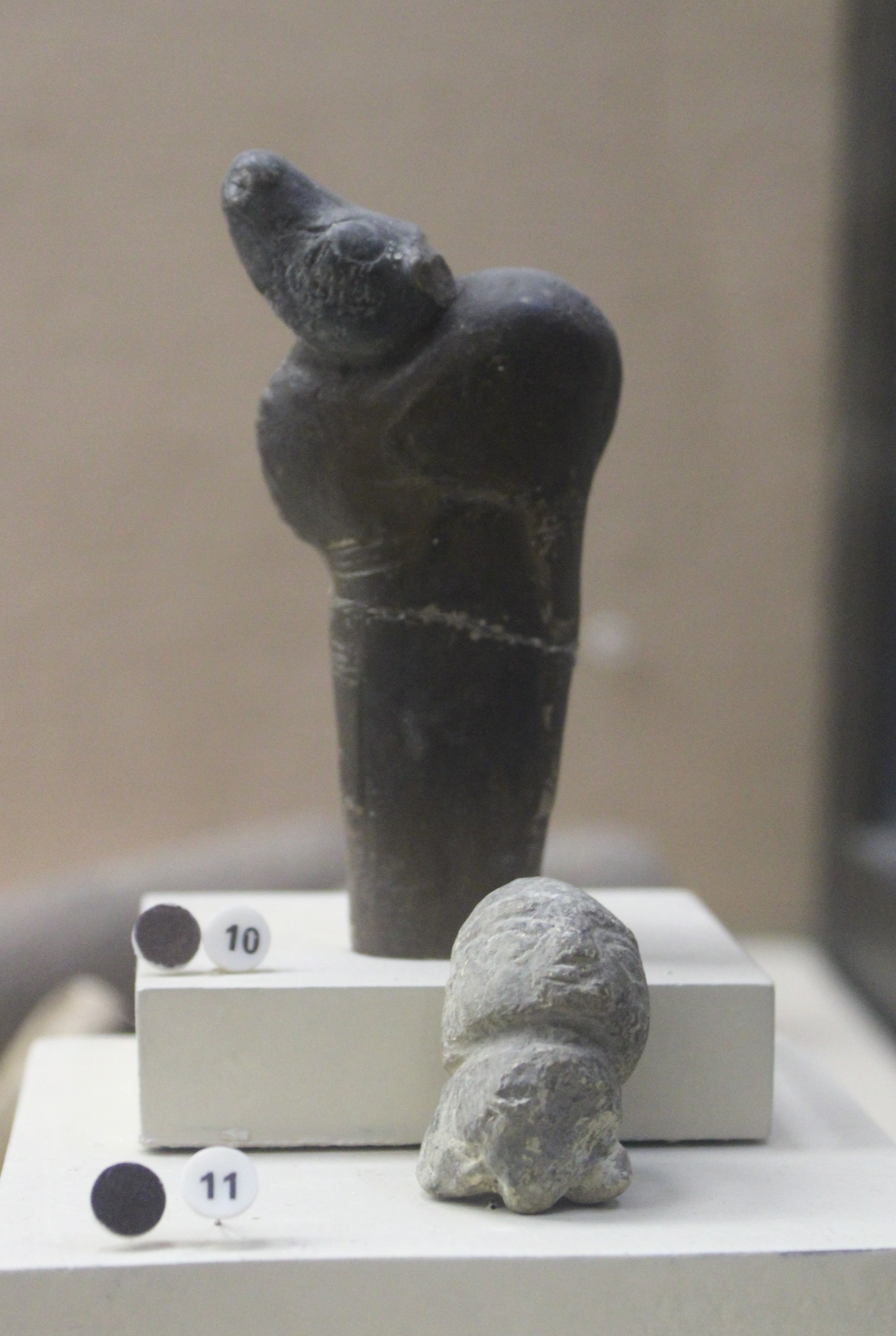
Moulages de sculptures d'El-Wad : manche de faucille en os poli dont l'extrémité a la forme d'un jeune cervidé ; tête humaine sculptée et gravée en calcite. Musée d'Archéologie nationale.
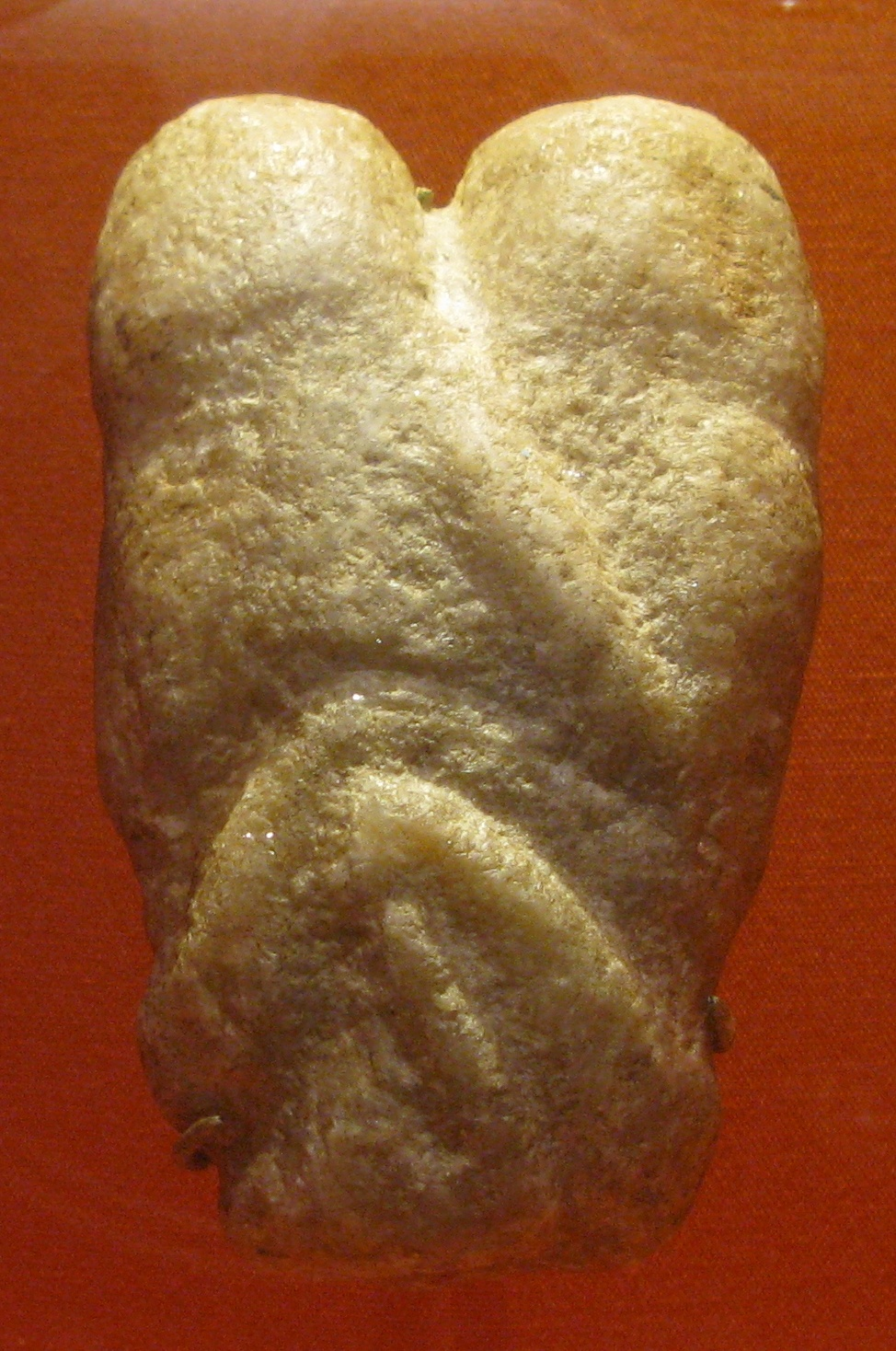
Les « amants d'Ain Sakhri » : scène d'accouplement en position assise. British Museum.

## Traitements des morts
Les tombes sont courantes sur les sites du Natoufien et particulièrement sur les sites villageois. Par rapports aux périodes antérieures qui ont livré peu de sépultures, il semble que « l’inhumation des défunts dans l’habitat se banalise » et les groupes de cette période procèdent à un « groupement des sépultures » qui « reflète non seulement l’allongement de l’occupation des sites mais aussi une réelle volonté nouvelle de regrouper les morts dans un même lieu. » (F. Bocquentin). Pour B. Boyd, la présence de tombes et cimetières précéderait même l'établissement des sites d'habitat, et serait à l'origine du choix de s'établir sur ces lieux. C'est en tout cas une évolution majeure dans l'histoire des sociétés humaines. Manifestement liée à l'ancrage territorial plus fort des groupes humains et à la sédentarité, elle reflète au moins l'établissement durable sur le site. Mais elle a aussi, et peut-être plus, une finalité symbolique, renvoyant à une volonté d'associer les vivants et leurs ancêtres défunts, d'affirmer la continuité de la communauté, impliquant une sélection de qui sont les personnes enterrées, et de quelle manière elles le sont, par le biais de rites divers, parfois de manipulations post-mortem qui semblent investir les défunts d'un rôle important dans l'identité collective.
Une soixantaine de tombes ont été mises au jour à Mallaha, une quinzaine à Hayonim, une vingtaine à El-Wad, une quarantaine à Nahal Oren. En revanche elles sont moins nombreuses dans les sites « périphériques » situés hors du foyer natoufien. En tout plus de 400 squelettes ont été mis au jour. L'analyse des groupements de tombes indique qu'une sélection est effectuée parmi les personnes pour savoir qui a le droit à une sépulture proche d'un lieu d'habitation ; les enfants et les femmes en particulier sont sous-représentés. Il est possible que d'autres lieux d'inhumations aient été situés loin des sites d'habitats permanents, et que les lieux de sépulture des groupes restés mobiles n'aient pas laissé de traces. L'échantillon n'est donc pas représentatif de la majorité de la population natoufienne, et les pratiques funéraires qui peuvent être étudiées ne concernent donc qu'une minorité de celle-ci. De plus, parmi ce qui est connu les pratiques varient selon les lieux et l'époque. À Mallaha des tombes ont été mises au jour à l'emplacement de maisons, mais elles ne datent pas du moment où elles ont été occupées. Elles sont plutôt antérieures à leur construction, et les défunts ainsi inhumés pourraient avoir le statut d'ancêtre. La constitution de lieux d'inhumation spécialisés, donc des sortes de « cimetières », est surtout caractéristique du Natoufien récent, qui voit donc une mise à distance des morts et des vivants. 
Les évolutions concernent également les groupements des corps. Au Natoufien ancien la plupart des sépultures de Hayonim sont multiples, en revanche à Mallaha elles sont individuelles. Les corps sont en général disposés en position plus ou moins fléchie, mais dans des postures diverses. Au Natoufien récent les fosses collectives sont les plus courantes à Mallaha, mais durant la phase finale les tombes individuelles redeviennent la norme. Certaines tombes ont fait l'objet de manipulations et de réorganisations après une première inhumation, en particulier durant l'époque récente ; dans certains cas (Hayonim) les crânes ont même été prélevés, ce qui inaugure une pratique de manipulation des cadavres destinée à devenir courante durant le Néolithique proche-oriental. Dans une tombe collective d'Azraq de la fin du Natoufien ancien des crânes sont prélevés, pigmentés avec de l'ocre, puis replacés dans la tombe. Des parures ou des restes d'animaux sont parfois associées aux corps. Un foyer entouré de trous de poteaux dans le cimetière de Nahal Oren pourrait refléter des pratiques rituelles. Il y a manifestement un sens symbolique derrière ces pratiques, mais il reste énigmatique,.

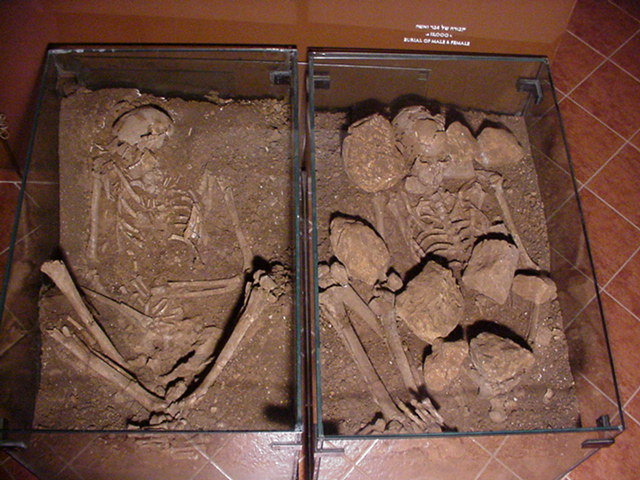
Sépulture comprenant un homme et une femme mise au jour à Mallaha (copie). Musée de la Préhistoire de Haute-Galilée.
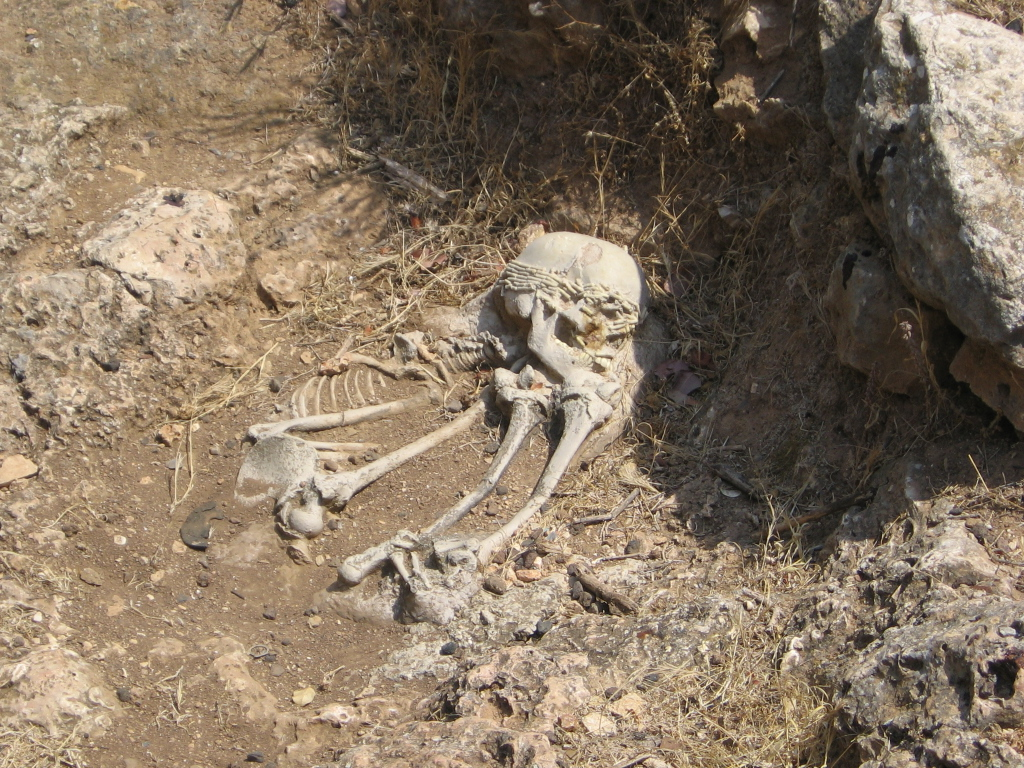
Sépulture natoufienne (copie) à El-Wad (grottes de Nahal Me’arot), flanc ouest du mont Carmel (Israël).
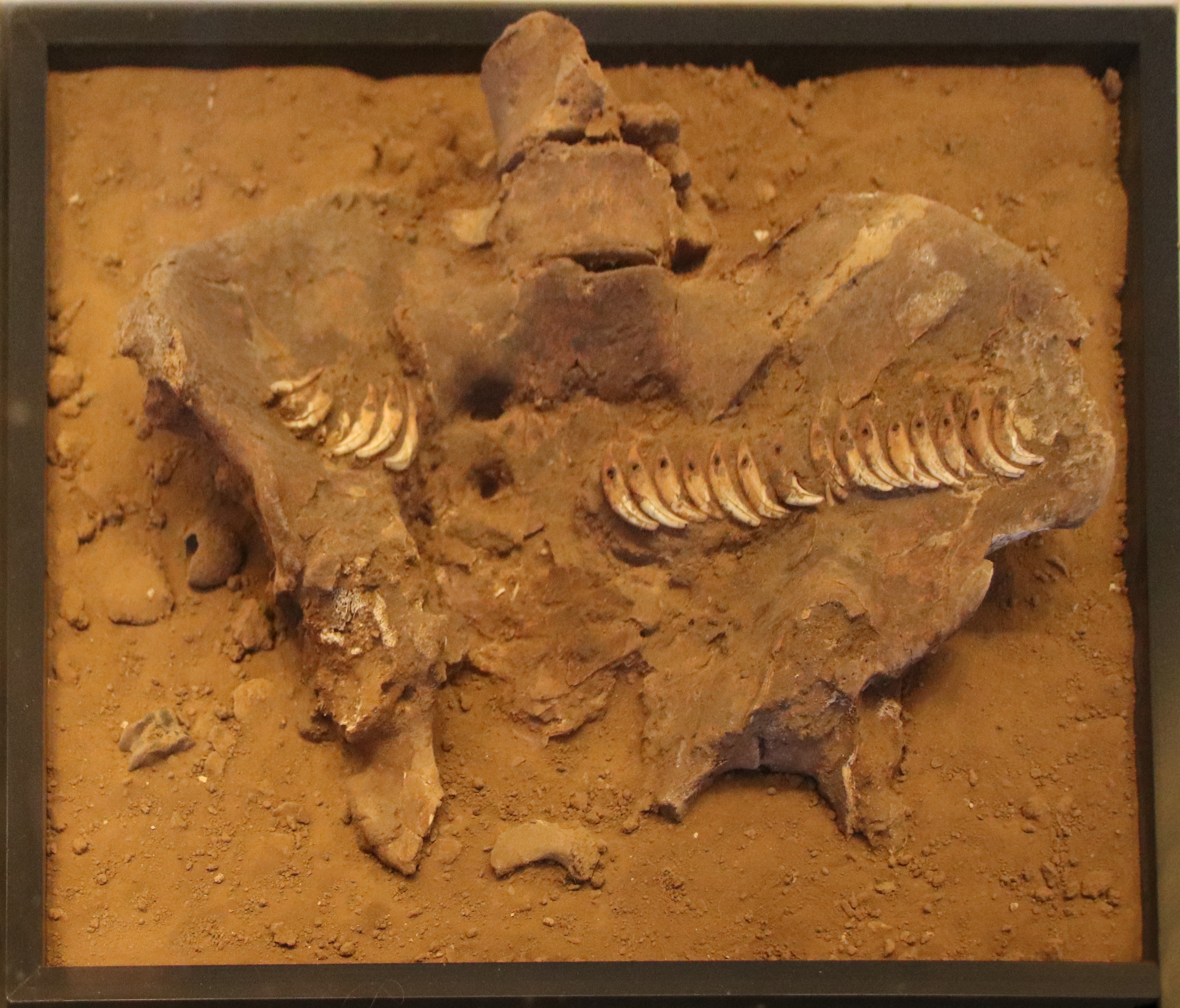
Pelvis de femme décoré avec des dents de canidé perforées, mis au jour à Hayonim (copie). Musée d'Israël.

## Organisation sociale
Diverses propositions ont été faites quant à l'organisation sociale de l'époque natoufienne. 

### Organisation familiale et collective
Il est difficile de déterminer l'importance démographique des sites et la nature des liens existant entre les habitants d'un même site. Était-ce un ensemble de familles nucléaires, ou des familles étendues, ou une autre forme d'organisation sociale intermédiaire ? L'analyse des restes de 17 individus enterrés au cimetière de Hayonim a révélé que 8 d'entre eux n'avaient pas de troisième molaire (la « dent de sagesse ») : la répétition de ce trait génétique pourrait indiquer que les unions s'y faisaient au sein d'un groupe limité. Mais il est difficile de généraliser ce cas isolé. L'organisation en famille étendue est couramment reconnue comme plus sûre dans ce contexte pour la subsistance, car elle est plus à même d'organiser un partage de la nourriture et des vivres, partage qui devait jouer un rôle social important, peut-être au cours de rites festifs. Pour K. Flannery et J. Marcus, les maisons les plus courantes semblent destinées à des familles nucléaires, les plus petites à des individus isolés (veuves, veufs, seconde épouse). Concernant les plus grandes constructions de Mallaha et Wadi Hammeh 27, ils proposent d'y voir des « maisons de célibataires », qui dans certaines sociétés étudiées par l'ethnographie servent de résidence aux jeunes hommes non mariés, ou bien de lieux où ils passent des rites initiatiques. 
Quoi qu'il en soit, de nombreux changements sociaux apparaissent au Natoufien. Avec le développement de villages permanents, les premiers bâtiments communautaires apparaissent. Des parties des sites d'occupation sont destinées à des fonctions précises, notamment les cimetières et les espaces ouverts avec présence d'un mobilier de broyage semblent indiquer une forme collective d'organisation du travail. Les variations constatées entre les pratiques mortuaires et la diversité d'élaboration des parures, figurines et objets gravés semblent refléter autant l'affirmation d'un sens du collectif que l'apparition de statuts différenciés. La sédentarisation pourrait avoir conduit à une affirmation plus grande de la territorialité des groupes et de leur identité. Les groupes villageois devaient être de plus liés les uns aux autres par des réseaux matrimoniaux. Il n'y a en revanche quasiment pas de traces de violences qui indiqueraient l'existence de tensions entre les groupes.

### Différenciations sociales
L'étude des sépultures (qui sont déjà un échantillon ne représentant probablement pas tout le spectre social en raison de la sélection des morts étant inhumés) a donné lieu à des interprétations divergentes au regard des inégalités sociales. Les colliers en dentales, découverts dans 8 % des tombes natoufiennes, pourraient servir à distinguer des personnes éminentes. Certains ont vu dans ces individus enterrés avec des ornements une preuve de stratification sociale accrue, d'autres estimant en revanche qu'il n'y a aucune trace de hiérarchie sociale dans les nécropoles. Ainsi, on a pu aussi bien caractériser l'organisation sociale natoufienne comme étant celle d'une chefferie, donc avec des inégalités marquées, ou à l'inverse comme étant une société égalitaire.

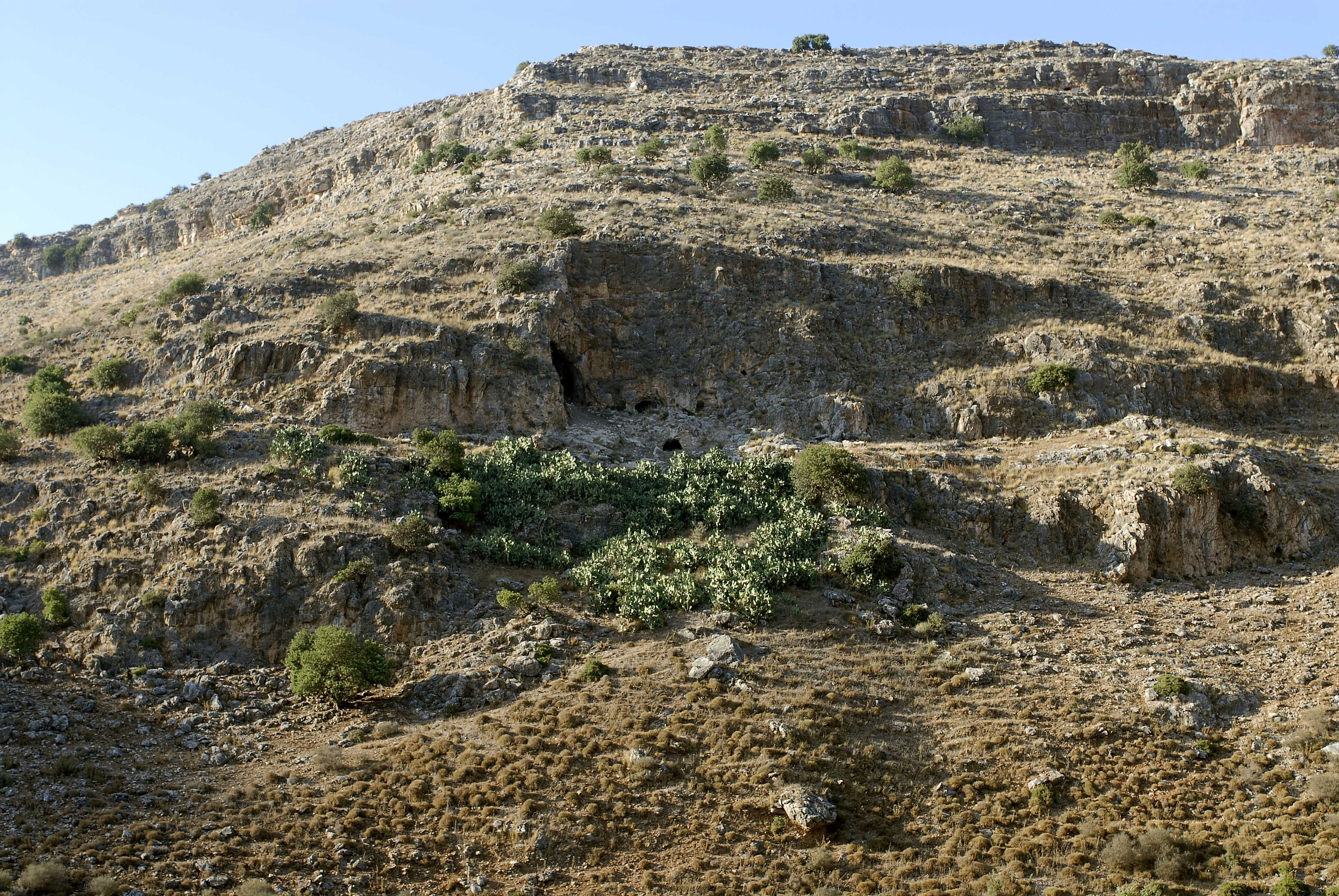
La grotte de Hilazon Tachtit (Israël).

D'autres cas de distinction d'individus particuliers existent, comme dans les tombes à chiens de Mallaha et Hayonim. La sépulture la plus spectaculaire a été mise au jour à Hilazon Tachtit, site funéraire du Natoufien récent situé à une dizaine de kilomètres de Hayonim. Elle comprend le corps d'une femme âgée d'environ 45 ans à sa mort, entourée d'objets funéraires divers disposés à proximité de son corps suivant un arrangement manifestement très étudié : une cinquantaine de carapaces de tortue complètes et certaines parties du corps d'un sanglier, d'un aigle, d'une vache, d'un léopard et de deux martres, ainsi qu'un pied humain complet, un pilon et un mortier. Cette accumulation inhabituelle pour la période indique que cette femme avait un statut social spécial. Les découvreurs de la sépulture ont proposé de l'identifier comme une chamane.
Le passage des inhumations en groupe aux inhumations individuelles, qui se produit entre la période ancienne et la période récente, a également suscité des hypothèses contradictoires. Il pourrait traduire le passage d'une organisation communautaire égalitaire à une organisation dans laquelle le rang des individus est plus marqué, ou, au contraire, refléter une cohésion sociale plus forte. O. Bar-Yosef, dans son analyse du passage d'une société sédentaire à une société plus mobile durant le Natoufien récent, considère que la première est plus inégalitaire que la seconde. 
B. Hayden est de ceux qui interprètent les sépultures disposant d'un matériel plus important que la coutume comme une preuve de la volonté de distinguer le statut des individus, en les inhumant avec des biens de prestige (obsidienne, vaisselle en basalte, plumes, coquillages). Il identifie certains squelettes des inhumations collectives et les crânes prélevés comme des témoignages de sacrifices d'accompagnement ou d'anthropophagie, destinés à distinguer le défunt principal. La présence de nombreux restes animaux associés à des foyers pourrait également attester de festins organisés par les élites sociales, et donc témoigner de l'apparition d'inégalités plus marquées. Pour lui, la société natoufienne est de type société « à maison », selon le concept dû à Claude Lévi-Strauss, dirigée par des familles dominantes alors que d'autres se consacrent au travail. L'idée que les rites festifs seraient utilisés par des personnes à des fins personnelles pour affirmer leur prééminence sociale est défendue par d'autres chercheurs.

### Genre et activités
Du côté des différences entre femmes et hommes, l'analyse des squelettes et de leurs pathologies a également donné lieu à des propositions quant au partage des tâches entre Natoufiens et Natoufiennes. Selon J. Peterson, elle est peu marquée. Certes la musculature des femmes indiquerait qu'elles pratiquent des mouvements bilatéraux liés au broyage, et celle des hommes un exercice plus courant de la chasse, mais les deux accomplissaient des tâches ardues,.

## Langue
Les linguistes russes Alexander Militarev et Viktor Aleksandrovich Shnirelman considèrent que les Natoufiens figurent parmi les premiers locuteurs du « Proto-afro-asiatique ». Si on suit cette proposition, leurs descendants se seraient alors répandus dans le reste du Moyen-Orient et en Afrique du Nord et de l'est durant les millénaires suivants, en même temps que le mode de vie néolithique élaboré au Proche-Orient. Néanmoins cette hypothèse a été contestée et la plupart des chercheurs se penchant sur les origines des populations locutrices de langues afro-asiatiques les situent plutôt sur le continent africain.